# Bulletproof Wallets
Bulletproof Wallets è il terzo album in studio del rapper statunitense Ghostface Killah, membro dello Wu-Tang Clan. Il disco è uscito nel 2001.

## Tracce
1. Intro – 1:21
2. Maxine (featuring Raekwon) – 3:46
3. Flowers (featuring Raekwon, Method Man & Superb) – 3:26
4. Never Be the Same Again (featuring Raekwon & Carl Thomas) – 4:26
5. Teddy (Skit) – 1:04
6. Theodore (featuring Trife & Twiz) – 3:08
7. Ghost Showers (featuring Madame Majestic) – 4:11
8. Strawberry (featuring Killa Sin, RZA & GZA) – 3:06
9. The Forest – 3:12
10. The Juks (featuring Trife & Superb) – 4:08
11. Walking Through The Darkness (featuring Tekitha) – 3:20
12. Jealousy (Skit) – 0:57
13. The Hilton (featuring Raekwon) – 3:59
14. Ice (Interlude) – 1:01
15. Love Session (featuring Ruff Endz) – 3:40
16. Street Chemistry (featuring Prodigal Sunn & Trife) – 1:55